# Los cuatro apóstoles
Los cuatro apóstoles (en alemán, Vier Apostel) es una obra a modo de díptico del pintor alemán Alberto Durero (Albrecht Dürer). Fue acabada en 1526. Es una pintura al óleo sobre madera de tilo. Se conserva en la Alte Pinakothek de Múnich, Alemania.

## Historia
Durero regresó a Núremberg después de su viaje a los Países Bajos, envejecido y enfermo. Realizó entonces esta obra, considerada como su última obra monumental y especie de testamento espiritual, pues estas figuras «son por su presencia espiritual la encarnación, los pilares y las garantías de una fe y una moral nuevas y del estado universal y profundamente natural que fue el del maestro de Núremberg» (Zumthor). 
Durero encargó un marco suntuoso para esta pintura y regaló estos Cuatro apóstoles al ayuntamiento de la ciudad, quizá para exhortar a guardar la fe luterana. 
La donación consta en un documento de 1526:

«Al burgomaestre y Consejo de la ciudad de Núremberg: Espero os dignaréis poner la vista en esta modesta pintura que yo estoy contento de ofreceros. La he escogido entre las pocas obras que me quedan. Pero está pintada con más cuidado que cuanto he hecho; creo que no hay nada más digno para mí que ofrecerlos a vuestras Excelencias...»

Hubo un tiempo en que se creyó que estos óleos sobre madera eran las dos alas de un tríptico cuyo panel central quedarían sin identificar. Actualmente se afirma que nunca se habían previsto como tales.

## Análisis
Es una obra de madurez en la que Durero deja ver la influencia veneciana, tanto en su intenso cromatismo como en la concepción estatuaria de las figuras. Contrasta las tonalidades cálidas e intensas (rojo-azul-oro) con las frías representadas por el blanco y el gris-azulado. No deja por ello de ser una obra nórdica, como se ve en la expresividad de los rostros y por el minucioso detalle.
El formato de ambas tablas es monumental, de unos 215 cm de alto y 76 cm de ancho cada una. Se cree que el modelo inmediato del pintor fueron las tablas de Giovanni Bellini para la iglesia de Frari en Venecia (1488).
Los santos Juan y Pedro (fácilmente reconocible por llevar su atributo más típico: La llave) aparecen en el panel de la izquierda, mientras en el de la derecha aparecen san Marcos y san Pablo. Tanto Marcos como Pablo llevan una Biblia en la mano, mientras que Juan y Pedro están los dos leyendo la primera página del propio Evangelio de Juan. 
Cada uno de ellos representaría, asimismo, el hombre, sus edades, los cuatro temperamentos clásicos, si bien no hay unanimidad sobre qué temperamento personificaba cada uno de ellos. En la hoja izquierda aparece San Juan joven y sanguíneo, acompañado por san Pedro flemático (o menos probable, el bilioso), con la espalda encorvada por los años; a la derecha quedaría el activo san Marcos colérico (o, menos probable, flemático) con san Pablo melancólico (o colérico), grave e inquebrantable.